# Ilex mamillata
Ilex mamillata là một loài thực vật có hoa trong họ Aquifoliaceae. Loài này được C.Y. Wu ex C.J. Tseng mô tả khoa học đầu tiên năm 1984.